# NBA Playoffs 1983
Gli NBA Playoffs 1983 si conclusero con la vittoria dei Philadelphia 76ers (campioni della Eastern Conference) che sconfissero i campioni della Western conference, i Los Angeles Lakers.

## Squadre qualificate

### Eastern Conference
1. Philadelphia 76ers
2. Milwaukee Bucks
3. Boston Celtics
4. N.J. Nets
5. N.Y. Knicks
6. Atlanta Hawks

### Western Conference
1. L.A. Lakers
2. San Antonio Spurs
3. Phoenix Suns
4. Seattle S.Sonics
5. Portland T. Blazers
6. Denver Nuggets

## Tabellone
|  | Primo turno        | Primo turno         | Primo turno          |                     |                | Semifinali di Conference | Semifinali di Conference | Semifinali di Conference |  |   | Finali di Conference | Finali di Conference | Finali di Conference |   |  | Finali NBA | Finali NBA | Finali NBA |
|  |                    |                     |                      |                     |                |                          |                          |                          |  |   |                      |                      |                      |   |  |            |            |            |
|  |                    |                     |                      |                     |                |                          |                          |                          |  |   |                      |                      |                      |   |  |            |            |            |
|  |                    | 1                   | L.A. Lakers *        | 4                   |                |                          |                          |                          |  |   |                      |                      |                      |   |  |            |            |            |
|  |                    |                     |                      | 4                   |                |                          |                          |                          |  |   |                      |                      |                      |   |  |            |            |            |
|  |                    |                     | 5                    | Portland T. Blazers | 1              |                          |                          |                          |  |   |                      |                      |                      |   |  |            |            |            |
|  | 4                  | Seattle S.Sonics    | 5                    | Portland T. Blazers | 1              | 0                        |                          |                          |  |   |                      |                      |                      |   |  |            |            |            |
|  | 4                  | Seattle S.Sonics    |                      |                     |                | 0                        |                          |                          |  |   |                      |                      |                      |   |  |            |            |            |
|  | 5                  | Portland T. Blazers | 2                    |                     |                |                          |                          |                          |  |   |                      |                      |                      |   |  |            |            |            |
|  | 5                  | Portland T. Blazers | 2                    |                     |                |                          |                          |                          |  | 1 | L.A. Lakers *        | 4                    |                      |   |  |            |            |            |
|  | Western Conference |                     |                      |                     |                |                          |                          |                          |  | 1 | L.A. Lakers *        | 4                    |                      |   |  |            |            |            |
|  |                    | 2                   | San Antonio Spurs *  | 2                   |                |                          |                          |                          |  |   |                      |                      |                      |   |  |            |            |            |
|  | 3                  | 2                   | San Antonio Spurs *  | 2                   | Phoenix Suns   | 1                        |                          |                          |  |   |                      |                      |                      |   |  |            |            |            |
|  | 3                  |                     |                      |                     | Phoenix Suns   | 1                        |                          |                          |  |   |                      |                      |                      |   |  |            |            |            |
|  | 6                  | Denver Nuggets      | 2                    |                     |                |                          |                          |                          |  |   |                      |                      |                      |   |  |            |            |            |
|  | 6                  | Denver Nuggets      | 2                    |                     | 6              | Denver Nuggets           | 1                        |                          |  |   |                      |                      |                      |   |  |            |            |            |
|  |                    |                     |                      |                     | 6              | Denver Nuggets           | 1                        |                          |  |   |                      |                      |                      |   |  |            |            |            |
|  |                    |                     | 2                    | San Antonio Spurs * | 4              |                          |                          |                          |  |   |                      |                      |                      |   |  |            |            |            |
|  |                    |                     | 2                    | San Antonio Spurs * | 4              |                          |                          |                          |  |   |                      |                      |                      |   |  |            |            |            |
|  |                    |                     |                      |                     |                |                          |                          |                          |  |   |                      |                      |                      |   |  |            |            |            |
|  |                    |                     |                      |                     |                |                          |                          |                          |  |   |                      |                      |                      |   |  |            |            |            |
|  |                    |                     |                      |                     |                |                          |                          |                          |  |   |                      | W1                   | L.A. Lakers *        | 0 |  |            |            |            |
|  |                    |                     |                      |                     |                |                          |                          |                          |  |   |                      |                      |                      |   |  |            |            |            |
|  |                    | E1                  | Philadelphia 76ers * | 4                   |                |                          |                          |                          |  |   |                      |                      |                      |   |  |            |            |            |
|  |                    | E1                  | Philadelphia 76ers * | 4                   |                |                          |                          |                          |  |   |                      |                      |                      |   |  |            |            |            |
|  |                    |                     |                      |                     |                |                          |                          |                          |  |   |                      |                      |                      |   |  |            |            |            |
|  |                    |                     |                      |                     |                |                          |                          |                          |  |   |                      |                      |                      |   |  |            |            |            |
|  |                    | 1                   | Philadelphia 76ers * | 4                   |                |                          |                          |                          |  |   |                      |                      |                      |   |  |            |            |            |
|  |                    |                     |                      | 4                   |                |                          |                          |                          |  |   |                      |                      |                      |   |  |            |            |            |
|  |                    |                     | 5                    | N.Y. Knicks         | 0              |                          |                          |                          |  |   |                      |                      |                      |   |  |            |            |            |
|  | 4                  | N.J. Nets           | 5                    | N.Y. Knicks         | 0              | 0                        |                          |                          |  |   |                      |                      |                      |   |  |            |            |            |
|  | 4                  | N.J. Nets           |                      |                     |                | 0                        |                          |                          |  |   |                      |                      |                      |   |  |            |            |            |
|  | 5                  | N.Y. Knicks         | 2                    |                     |                |                          |                          |                          |  |   |                      |                      |                      |   |  |            |            |            |
|  | 5                  | N.Y. Knicks         | 2                    |                     |                |                          |                          |                          |  | 1 | Philadelphia 76ers * | 4                    |                      |   |  |            |            |            |
|  | Eastern Conference |                     |                      |                     |                |                          |                          |                          |  | 1 | Philadelphia 76ers * | 4                    |                      |   |  |            |            |            |
|  |                    | 2                   | Milwaukee Bucks *    | 1                   |                |                          |                          |                          |  |   |                      |                      |                      |   |  |            |            |            |
|  | 3                  | 2                   | Milwaukee Bucks *    | 1                   | Boston Celtics | 2                        |                          |                          |  |   |                      |                      |                      |   |  |            |            |            |
|  | 3                  |                     |                      |                     | Boston Celtics | 2                        |                          |                          |  |   |                      |                      |                      |   |  |            |            |            |
|  | 6                  | Atlanta Hawks       | 1                    |                     |                |                          |                          |                          |  |   |                      |                      |                      |   |  |            |            |            |
|  | 6                  | Atlanta Hawks       | 1                    |                     | 3              | Boston Celtics           | 0                        |                          |  |   |                      |                      |                      |   |  |            |            |            |
|  |                    |                     |                      |                     | 3              | Boston Celtics           | 0                        |                          |  |   |                      |                      |                      |   |  |            |            |            |
|  |                    |                     | 2                    | Milwaukee Bucks *   | 4              |                          |                          |                          |  |   |                      |                      |                      |   |  |            |            |            |
|  |                    |                     | 2                    | Milwaukee Bucks *   | 4              |                          |                          |                          |  |   |                      |                      |                      |   |  |            |            |            |
|  |                    |                     |                      |                     |                |                          |                          |                          |  |   |                      |                      |                      |   |  |            |            |            |

Legenda
- * Vincitore Division
- "Grassetto" Vincitore serie
- "Corsivo" Squadra con fattore campo

## Eastern Conference

### Primo turno

#### (3) Boston Celtics - (6) Atlanta Hawks
RISULTATO FINALE: 2-1
| Boston 19 aprile 1983 Gara 1                                                                                | Boston Celtics | 103 – 95 (22-22, 26-23, 24-25, 31-25) referto | Atlanta Hawks | Boston Garden (15.320 spett.) |
| L. Bird 26 Punti D. Roundfield 24 T. Archibald 11 Assist J. Davis 11 R. Parish 16 Rimbalzi D. Roundfield 20 |                |                                               |               |                               |
| |                |                                               |               |                               |
| L. Bird 26                                                                                                  | Punti          | D. Roundfield 24                              |               |                               |
| T. Archibald 11                                                                                             | Assist         | J. Davis 11                                   |               |                               |
| R. Parish 16                                                                                                | Rimbalzi       | D. Roundfield 20                              |               |                               |

| Atlanta 22 aprile 1983 Gara 2                                                                      | Atlanta Hawks | 95 – 93 (28-20, 27-22, 14-24, 26-27) referto | Boston Celtics | Omni Coliseum (10.405 spett.) |
| D. Roundfield 19 Punti R. Parish 17 J. Davis 14 Assist L. Bird 9 T. Rollins 14 Rimbalzi L. Bird 16 |               |                                              |                |                               |
| |               |                                              |                |                               |
| D. Roundfield 19                                                                                   | Punti         | R. Parish 17                                 |                |                               |
| J. Davis 14                                                                                        | Assist        | L. Bird 9                                    |                |                               |
| T. Rollins 14                                                                                      | Rimbalzi      | L. Bird 16                                   |                |                               |

| Boston 24 aprile 1983 Gara 3                                                                                               | Boston Celtics | 98 – 79 (32-23, 27-22, 19-17, 20-17) referto | Atlanta Hawks | Boston Garden (15.320 spett.) |
| L. Bird 26 Punti T. Rollins 18 L. Bird 9 Assist M. Glenn , W. Matthews , R. Smith 3 R. Parish 11 Rimbalzi D. Roundfield 10 |                |                                              |               |                               |
| |                |                                              |               |                               |
| L. Bird 26 | Punti          | T. Rollins 18                                |               |                               |
| L. Bird 9 | Assist         | M. Glenn, W. Matthews, R. Smith 3            |               |                               |
| R. Parish 11 | Rimbalzi       | D. Roundfield 10                             |               |                               |

PRECEDENTI IN REGULAR SEASON
| Regular Season 1982-83 | Boston Celtics | 5 – 1 | Atlanta Hawks | Referto 1 - Referto 2 - Referto 3 - Referto 4, Referto 5 - Referto 6 |
| Atlanta Hawks 97 Boston Celtics 122 Atlanta Hawks 103 Boston Celtics 111 Boston Celtics 114 Atlanta Hawks 95 Punti 112 Boston Celtics 97 Atlanta Hawks 107 Boston Celtics (1 t.s.) 116 Atlanta Hawks 102 Atlanta Hawks 117 Boston Celtics |                | |               |                                                                      |
| |                | |               |                                                                      |
| Atlanta Hawks 97 Boston Celtics 122 Atlanta Hawks 103 Boston Celtics 111 Boston Celtics 114 Atlanta Hawks 95 | Punti          | 112 Boston Celtics 97 Atlanta Hawks 107 Boston Celtics (1 t.s.) 116 Atlanta Hawks 102 Atlanta Hawks 117 Boston Celtics |               |                                                                      |

PRECEDENTI NEI PLAYOFF
|  | Boston Celtics (1957, 1960, 1961, 1972, 1973) | 5 – 1 | Atlanta Hawks (1958) |  |

#### (4) New Jersey Nets - (5) New York Knicks
RISULTATO FINALE: 0-2
| Arbitri: | Jake Madden Jess Kersey Joey Crawford |

|                        |          |               |
| A. King 17             | Punti    | B. King 40    |
| O. Birdsong, D. Cook 6 | Assist   | R. Sparrow 7  |
| B. Williams 13         | Rimbalzi | M. Webster 11 |

| New York 21 aprile 1983 Gara 2                                                                          | N.Y. Knicks | 105 – 99 (32-23, 30-16, 18-31, 25-29) referto | N.J. Nets | Madison Square Garden (19.591 spett.) |
| T. Robinson 22 Punti A. King 25 P. Westphal 7 Assist F. Walker 6 T. Robinson 13 Rimbalzi B. Williams 10 |             |                                               |           |                                       |
| |             |                                               |           |                                       |
| T. Robinson 22                                                                                          | Punti       | A. King 25                                    |           |                                       |
| P. Westphal 7                                                                                           | Assist      | F. Walker 6                                   |           |                                       |
| T. Robinson 13                                                                                          | Rimbalzi    | B. Williams 10                                |           |                                       |

PRECEDENTI IN REGULAR SEASON
| Regular Season 1982-83 | N.J. Nets | 4 – 2 | N.Y. Knicks | Referto 1 - Referto 2 - Referto 3 - Referto 4, Referto 5 - Referto 6 |
| New York Knicks 82 New Jersey Nets 99 New York Knicks 110 New Jersey Nets 100 New Jersey Nets 92 New York Knicks 108 Punti 84 New Jersey Nets 90 New York Knicks 112 New Jersey Nets (1 t.s.) 96 New York Knicks 103 New York Knicks 100 New Jersey Nets |           | |             |                                                                      |
| |           | |             |                                                                      |
| New York Knicks 82 New Jersey Nets 99 New York Knicks 110 New Jersey Nets 100 New Jersey Nets 92 New York Knicks 108 | Punti     | 84 New Jersey Nets 90 New York Knicks 112 New Jersey Nets (1 t.s.) 96 New York Knicks 103 New York Knicks 100 New Jersey Nets |             |                                                                      |

PRECEDENTI NEI PLAYOFF

Si è trattata della prima sfida tra le due squadre ai playoff.

### Semifinali

#### (1) Philadelphia 76ers - (5) New York Knicks
RISULTATO FINALE: 4-0
| Arbitri: | Ed Rush John Vanak |

|              |          |                  |
| M. Malone 38 | Punti    | B. Cartwright 17 |
| M. Cheeks 10 | Assist   | R. Sparrow 10    |
| M. Malone 17 | Rimbalzi | B. Cartwright 8  |

| Arbitri: | Darell Garretson Joey Crawford |

|              |          |                |
| M. Malone 30 | Punti    | T. Robinson 22 |
| M. Cheeks 6  | Assist   | R. Sparrow 8   |
| M. Malone 17 | Rimbalzi | T. Robinson 14 |

| Arbitri: | Hugh Evans Wally Rooney Dick Bavetta |

|                |          |              |
| B. King 21     | Punti    | M. Malone 28 |
| R. Sparrow 6   | Assist   | M. Cheeks 7  |
| T. Robinson 15 | Rimbalzi | M. Malone 14 |

| Arbitri: | Earl Strom Hue Hollins Lee Jones |

|                           |          |              |
| B. King 35                | Punti    | M. Malone 29 |
| P. Westphal, R. Sparrow 8 | Assist   | M. Cheeks 7  |
| T. Robinson 15            | Rimbalzi | M. Malone 14 |

PRECEDENTI IN REGULAR SEASON
| Regular Season 1982-83 | Philadelphia 76ers | 5 – 1 | N.Y. Knicks | Referto 1 - Referto 2 - Referto 3 - Referto 4, Referto 5 - Referto 6 |
| New York Knicks 89 Philadelphia 76ers 109 Philadelphia 76ers 104 New York Knicks 94 New York Knicks 89 Philadelphia 76ers 113 Punti 104 Philadelphia 76ers 95 New York Knicks 89 New York Knicks 106 Philadelphia 76ers 76 Philadelphia 76ers 97 New York Knicks |                    | |             |                                                                      |
| |                    | |             |                                                                      |
| New York Knicks 89 Philadelphia 76ers 109 Philadelphia 76ers 104 New York Knicks 94 New York Knicks 89 Philadelphia 76ers 113 | Punti              | 104 Philadelphia 76ers 95 New York Knicks 89 New York Knicks 106 Philadelphia 76ers 76 Philadelphia 76ers 97 New York Knicks |             |                                                                      |

PRECEDENTI NEI PLAYOFF
|  | Philadelphia 76ers (1950, 1954, 1959, 1968, 1978) | 5 – 2 | N.Y. Knicks (1951, 1952) |  |

#### (2) Milwaukee Bucks - (3) Boston Celtics
RISULTATO FINALE: 4-0
| Boston 27 aprile 1983 Gara 1                                                                                            | Boston Celtics | 95 – 116 (24-23, 24-31, 24-32, 23-30) referto | Milwaukee Bucks | Boston Garden (15.320 spett.) |
| T. Archibald 23 Punti S. Moncrief 22 T. Archibald 7 Assist M. Johnson 5 R. Parish , C. Maxwell 12 Rimbalzi B. Lanier 10 |                |                                               |                 |                               |
| |                |                                               |                 |                               |
| T. Archibald 23 | Punti          | S. Moncrief 22                                |                 |                               |
| T. Archibald 7 | Assist         | M. Johnson 5                                  |                 |                               |
| R. Parish, C. Maxwell 12                                                                                                | Rimbalzi       | B. Lanier 10                                  |                 |                               |

| Boston 29 aprile 1983 Gara 2                                                                            | Boston Celtics | 91 – 95 (28-22, 29-20, 25-32, 9-21) referto | Milwaukee Bucks | Boston Garden (15.320 spett.) |
| D. Ainge 25 Punti S. Moncrief 20 G. Henderson 8 Assist S. Moncrief 4 R. Parish 10 Rimbalzi M. Johnson 9 |                |                                             |                 |                               |
| |                |                                             |                 |                               |
| D. Ainge 25                                                                                             | Punti          | S. Moncrief 20                              |                 |                               |
| G. Henderson 8                                                                                          | Assist         | S. Moncrief 4                               |                 |                               |
| R. Parish 10                                                                                            | Rimbalzi       | M. Johnson 9                                |                 |                               |

| Arbitri: | Walter Rooney Jess Kersey |

|                 |          |                       |
| S. Moncrief 26  | Punti    | L. Bird 21            |
| B. Lanier 6     | Assist   | L. Bird, C. Maxwell 6 |
| J. Bridgeman 10 | Rimbalzi | L. Bird 14            |

| Milwaukee 2 maggio 1983 Gara 4                                                                | Milwaukee Bucks | 107 – 93 (23-19, 23-18, 29-26, 32-30) referto | Boston Celtics | MECCA Arena (11.052 spett.) |
| M. Johnson 33 Punti L. Bird 18 M. Johnson 6 Assist L. Bird 8 A. Lister 11 Rimbalzi L. Bird 11 |                 |                                               |                |                             |
|                                                                                               |                 |                                               |                |                             |
| M. Johnson 33                                                                                 | Punti           | L. Bird 18                                    |                |                             |
| M. Johnson 6                                                                                  | Assist          | L. Bird 8                                     |                |                             |
| A. Lister 11                                                                                  | Rimbalzi        | L. Bird 11                                    |                |                             |

PRECEDENTI IN REGULAR SEASON
| Regular Season 1982-83 | Milwaukee Bucks | 3 – 3 | Boston Celtics | Referto 1 - Referto 2 - Referto 3 - Referto 4, Referto 5 - Referto 6 |
| Boston Celtics 101 Milwaukee Bucks 98 Boston Celtics 124 Milwaukee Bucks 115 Milwaukee Bucks 116 Boston Celtics 97 Punti 105 Milwaukee Bucks 100 Boston Celtics 109 Milwaukee Bucks 112 Boston Celtics 108 Boston Celtics 83 Milwaukee Bucks |                 | |                |                                                                      |
| |                 | |                |                                                                      |
| Boston Celtics 101 Milwaukee Bucks 98 Boston Celtics 124 Milwaukee Bucks 115 Milwaukee Bucks 116 Boston Celtics 97 | Punti           | 105 Milwaukee Bucks 100 Boston Celtics 109 Milwaukee Bucks 112 Boston Celtics 108 Boston Celtics 83 Milwaukee Bucks |                |                                                                      |

PRECEDENTI NEI PLAYOFF
|  | Milwaukee Bucks | 0 – 1 | Boston Celtics (1974) |  |

### Finale

#### (1) Philadelphia 76ers - (2) Milwaukee Bucks
RISULTATO FINALE: 4-1
| Arbitri: | Darell Garretson Mike Mathis |

|              |          |                          |
| M. Cheeks 26 | Punti    | M. Johnson 30            |
| M. Cheeks 7  | Assist   | B. Lanier, S. Moncrief 6 |
| M. Malone 12 | Rimbalzi | B. Lanier 9              |

| Arbitri: | Earl Strom Ed Rush |

|                       |          |                         |
| M. Malone 26          | Punti    | M. Johnson 25           |
| M. Cheeks, A. Toney 4 | Assist   | B. Lanier, B. Winters 4 |
| M. Malone 17          | Rimbalzi | M. Johnson 11           |

| Arbitri: | Jack Madden Hugh Evans |

|                 |          |              |
| J. Bridgeman 24 | Punti    | J. Erving 26 |
| B. Winters 7    | Assist   | M. Cheeks 9  |
| S. Moncrief 10  | Rimbalzi | M. Malone 14 |

| Arbitri: | Jake O'Donnell Jess Kersey |

|               |          |              |
| M. Johnson 19 | Punti    | A. Toney 24  |
| M. Johnson 8  | Assist   | M. Cheeks 8  |
| M. Johnson 10 | Rimbalzi | M. Malone 12 |

| Arbitri: | Darell Garretson Earl Strom |

|              |          |                |
| A. Toney 30  | Punti    | M. Johnson 21  |
| M. Cheeks 8  | Assist   | J. Bridgeman 5 |
| M. Malone 17 | Rimbalzi | A. Lister 12   |

PRECEDENTI IN REGULAR SEASON
| Regular Season 1982-83 | Philadelphia 76ers | 5 – 1 | Milwaukee Bucks | Referto 1 - Referto 2 - Referto 3 - Referto 4, Referto 5 - Referto 6 |
| Philadelphia 76ers 121 Philadelphia 76ers 122 Milwaukee Bucks 107 Milwaukee Bucks 97 (1 t.s.) Philadelphia 76ers 104 Milwaukee Bucks 108 Punti 109 Milwaukee Bucks 121 Milwaukee Bucks 96 Philadelphia 76ers 105 Philadelphia 76ers 101 Milwaukee Bucks 116 Philadelphia 76ers |                    | |                 |                                                                      |
| |                    | |                 |                                                                      |
| Philadelphia 76ers 121 Philadelphia 76ers 122 Milwaukee Bucks 107 Milwaukee Bucks 97 (1 t.s.) Philadelphia 76ers 104 Milwaukee Bucks 108 | Punti              | 109 Milwaukee Bucks 121 Milwaukee Bucks 96 Philadelphia 76ers 105 Philadelphia 76ers 101 Milwaukee Bucks 116 Philadelphia 76ers |                 |                                                                      |

PRECEDENTI NEI PLAYOFF
|  | Philadelphia 76ers (1981, 1982) | 2 – 1 | Milwaukee Bucks (1970) |  |

## Western Conference

### Primo turno

#### (3) Phoenix Suns - (6) Denver Nuggets
RISULTATO FINALE: 1-2
| Phoenix 19 aprile 1983 Gara 1                                                                                         | Phoenix Suns | 121 – 108 (23-32, 39-24, 28-21, 31-31) referto | Denver Nuggets | Arizona Veterans Memorial Coliseum (11.901 spett.) |
| D. Johnson 28 Punti K. Vandeweghe 32 D. Johnson 8 Assist A. English , M. Evans 4 D. Johnson 12 Rimbalzi T. R. Dunn 12 |              |                                                |                |                                                    |
| |              |                                                |                |                                                    |
| D. Johnson 28 | Punti        | K. Vandeweghe 32                               |                |                                                    |
| D. Johnson 8 | Assist       | A. English, M. Evans 4                         |                |                                                    |
| D. Johnson 12 | Rimbalzi     | T. R. Dunn 12                                  |                |                                                    |

| Denver 21 aprile 1983 Gara 2                                                                           | Denver Nuggets | 113 – 99 (27-22, 35-26, 25-26, 26-25) referto | Phoenix Suns | McNichols Sports Arena (15.903 spett.) |
| K. Vandeweghe 26 Punti W. Davis 31 R. Williams 9 Assist D. Johnson 5 D. Issel 11 Rimbalzi J. Edwards 9 |                |                                               |              |                                        |
| |                |                                               |              |                                        |
| K. Vandeweghe 26                                                                                       | Punti          | W. Davis 31                                   |              |                                        |
| R. Williams 9                                                                                          | Assist         | D. Johnson 5                                  |              |                                        |
| D. Issel 11                                                                                            | Rimbalzi       | J. Edwards 9                                  |              |                                        |

| Phoenix 24 aprile 1983 Gara 3                                                                                | Phoenix Suns | 112 – 117 (d.1t.s.) (31-29, 27-30, 32-28, 16-19) (6-11) referto | Denver Nuggets | Arizona Veterans Memorial Coliseum (14.660 spett.) |
| W. Davis 29 Punti A. English 42 A. Adams 9 Assist T. Dunn , R. Williams 6 L. Nance 12 Rimbalzi T. R. Dunn 12 |              |                                                                 |                |                                                    |
| |              |                                                                 |                |                                                    |
| W. Davis 29                                                                                                  | Punti        | A. English 42                                                   |                |                                                    |
| A. Adams 9                                                                                                   | Assist       | T. Dunn, R. Williams 6                                          |                |                                                    |
| L. Nance 12                                                                                                  | Rimbalzi     | T. R. Dunn 12                                                   |                |                                                    |

PRECEDENTI IN REGULAR SEASON
| Regular Season 1982-83 | Phoenix Suns | 1 – 4                                                                                    | Denver Nuggets | Referto 1 - Referto 2 - Referto 3 - Referto 4, Referto 5 |
| Denver Nuggets 114 Phoenix Suns 107 Denver Nuggets 127 Denver Nuggets 130 Phoenix Suns 124 Punti 110 Phoenix Suns 118 Denver Nuggets 125 Phoenix Suns 117 Phoenix Suns 110 Denver Nuggets |              |                                                                                          |                |                                                          |
| |              |                                                                                          |                |                                                          |
| Denver Nuggets 114 Phoenix Suns 107 Denver Nuggets 127 Denver Nuggets 130 Phoenix Suns 124                                                                                                | Punti        | 110 Phoenix Suns 118 Denver Nuggets 125 Phoenix Suns 117 Phoenix Suns 110 Denver Nuggets |                |                                                          |

PRECEDENTI NEI PLAYOFF
|  | Phoenix Suns (1982) | 1 – 0 | Denver Nuggets |  |

#### (4) Seattle SuperSonics - (5) Portland Trail Blazers
RISULTATO FINALE: 0-2
| Seattle 20 aprile 1983 Gara 1                                                                                                 | Seattle S.Sonics | 97 – 108 (26-31, 19-28, 29-27, 23-22) referto | Portland T. Blazers | Kingdome (9.211 spett.) |
| G. Williams 34 Punti J. Paxson , M. Thompson 25 J. Sikma , G. Williams 7 Assist M. Thompson 8 J. Sikma 15 Rimbalzi C. Natt 11 |                  |                                               |                     |                         |
| |                  |                                               |                     |                         |
| G. Williams 34 | Punti            | J. Paxson, M. Thompson 25                     |                     |                         |
| J. Sikma, G. Williams 7 | Assist           | M. Thompson 8                                 |                     |                         |
| J. Sikma 15 | Rimbalzi         | C. Natt 11                                    |                     |                         |

| Portland 22 aprile 1983 Gara 2                                                                                    | Portland T. Blazers | 105 – 96 (23-28, 31-15, 29-25, 22-28) referto | Seattle S.Sonics | Memorial Coliseum (12.666 spett.) |
| J. Paxson 26 Punti G. Williams 31 F. Lever , M. Thompson 6 Assist J. Sikma 4 M. Thompson 12 Rimbalzi D. Vranes 18 |                     |                                               |                  |                                   |
| |                     |                                               |                  |                                   |
| J. Paxson 26 | Punti               | G. Williams 31                                |                  |                                   |
| F. Lever, M. Thompson 6                                                                                           | Assist              | J. Sikma 4                                    |                  |                                   |
| M. Thompson 12 | Rimbalzi            | D. Vranes 18                                  |                  |                                   |

PRECEDENTI IN REGULAR SEASON
| Regular Season 1982-83 | Seattle S.Sonics | 3 – 3 | Portland T. Blazers | Referto 1 - Referto 2 - Referto 3 - Referto 4, Referto 5 - Referto 6 |
| Seattle SuperSonics 99 Portland Trail Blazers 95 Portland Trail Blazers 110 Seattle SuperSonics 99 Portland Trail Blazers 93 Seattle SuperSonics 106 Punti 94 Portland Trail Blazers 88 Seattle SuperSonics 101 Seattle SuperSonics 102 Portland Trail Blazers 102 Seattle SuperSonics 101 Portland Trail Blazers |                  | |                     |                                                                      |
| |                  | |                     |                                                                      |
| Seattle SuperSonics 99 Portland Trail Blazers 95 Portland Trail Blazers 110 Seattle SuperSonics 99 Portland Trail Blazers 93 Seattle SuperSonics 106 | Punti            | 94 Portland Trail Blazers 88 Seattle SuperSonics 101 Seattle SuperSonics 102 Portland Trail Blazers 102 Seattle SuperSonics 101 Portland Trail Blazers |                     |                                                                      |

PRECEDENTI NEI PLAYOFF
|  | Seattle S.Sonics (1978, 1980) | 2 – 0 | Portland T. Blazers |  |

### Semifinali

#### (1) Los Angeles Lakers - (5) Portland Trail Blazers
RISULTATO FINALE: 4-1
| Inglewood 24 aprile 1983 Gara 1 | L.A. Lakers | 118 – 97 (36-23, 26-30, 26-28, 30-16) referto | Portland T. Blazers | The Forum (13.891 spett.) |
| K. Abdul-Jabbar 32 Punti M. Thompson 22 M. Johnson 18 Assist M. Thompson , D. Valentine , F. Lever 7 M. Johnson , K. Rambis 9 Rimbalzi M. Thompson , C. Natt 9 |             |                                               |                     |                           |
| |             |                                               |                     |                           |
| K. Abdul-Jabbar 32 | Punti       | M. Thompson 22                                |                     |                           |
| M. Johnson 18 | Assist      | M. Thompson, D. Valentine, F. Lever 7         |                     |                           |
| M. Johnson, K. Rambis 9 | Rimbalzi    | M. Thompson, C. Natt 9                        |                     |                           |

| Inglewood 26 aprile 1983 Gara 2                                                                               | L.A. Lakers | 112 – 106 (37-32, 20-26, 28-31, 27-17) referto | Portland T. Blazers | The Forum (16.239 spett.) |
| K. Abdul-Jabbar 37 Punti C. Natt 26 K. Abdul-Jabbar 7 Assist D. Valentine 15 J. Wilkes 9 Rimbalzi W. Cooper 7 |             |                                                |                     |                           |
| |             |                                                |                     |                           |
| K. Abdul-Jabbar 37                                                                                            | Punti       | C. Natt 26                                     |                     |                           |
| K. Abdul-Jabbar 7                                                                                             | Assist      | D. Valentine 15                                |                     |                           |
| J. Wilkes 9                                                                                                   | Rimbalzi    | W. Cooper 7                                    |                     |                           |

| Portland 29 aprile 1983 Gara 3                                                                                                   | Portland T. Blazers | 109 – 115 (d.1t.s.) (28-32, 19-22, 28-18, 23-26) (11-17) referto | L.A. Lakers | Memorial Coliseum (12.666 spett.) |
| J. Paxson , C. Natt 22 Punti K. Abdul-Jabbar 30 D. Valentine 14 Assist M. Johnson 11 W. Cooper , C. Natt 10 Rimbalzi J. Wilkes 9 |                     |                                                                  |             |                                   |
| |                     |                                                                  |             |                                   |
| J. Paxson, C. Natt 22 | Punti               | K. Abdul-Jabbar 30                                               |             |                                   |
| D. Valentine 14 | Assist              | M. Johnson 11                                                    |             |                                   |
| W. Cooper, C. Natt 10 | Rimbalzi            | J. Wilkes 9                                                      |             |                                   |

| Arbitri: | Darell Garretson Mike Mathis Tommy Nuñez |

|                 |          |                    |
| J. Paxson 20    | Punti    | K. Abdul-Jabbar 34 |
| D. Valentine 11 | Assist   | M. Johnson 8       |
| C. Natt 10      | Rimbalzi | K. Abdul-Jabbar 9  |

| Arbitri: | John Vanak Ed Rush |

|                    |          |                |
| N. Nixon 36        | Punti    | J. Paxson 32   |
| M. Johnson 15      | Assist   | D. Valentine 8 |
| K. Abdul-Jabbar 11 | Rimbalzi | C. Natt 11     |

PRECEDENTI IN REGULAR SEASON
| Regular Season 1982-83 | L.A. Lakers | 3 – 3 | Portland T. Blazers | Referto 1 - Referto 2 - Referto 3 - Referto 4, Referto 5 - Referto 6 |
| Los Angeles Lakers 103 Los Angeles Lakers 115 Portland Trail Blazers 107 Portland Trail Blazers 120 Portland Trail Blazers 107 Los Angeles Lakers 108 Punti 89 Portland Trail Blazers 100 Portland Trail Blazers 103 Los Angeles Lakers 125 Los Angeles Lakers 101 Los Angeles Lakers 119 Portland Trail Blazers |             | |                     |                                                                      |
| |             | |                     |                                                                      |
| Los Angeles Lakers 103 Los Angeles Lakers 115 Portland Trail Blazers 107 Portland Trail Blazers 120 Portland Trail Blazers 107 Los Angeles Lakers 108 | Punti       | 89 Portland Trail Blazers 100 Portland Trail Blazers 103 Los Angeles Lakers 125 Los Angeles Lakers 101 Los Angeles Lakers 119 Portland Trail Blazers |                     |                                                                      |

PRECEDENTI NEI PLAYOFF
|  | L.A. Lakers | 0 – 1 | Portland T. Blazers (1977) |  |

#### (2) San Antonio Spurs - (6) Denver Nuggets
RISULTATO FINALE: 4-1
| San Antonio 26 aprile 1983 Gara 1                                                                               | San Antonio Spurs | 152 – 133 (39-39, 43-29, 34-37, 36-28) referto | Denver Nuggets | HemisFair Arena (10.116 spett.) |
| G. Gervin 42 Punti D. Issel 28 J. Moore 17 Assist A. English , R. Williams 7 G. Banks 11 Rimbalzi T. R. Dunn 11 |                   |                                                |                |                                 |
| |                   |                                                |                |                                 |
| G. Gervin 42 | Punti             | D. Issel 28                                    |                |                                 |
| J. Moore 17 | Assist            | A. English, R. Williams 7                      |                |                                 |
| G. Banks 11 | Rimbalzi          | T. R. Dunn 11                                  |                |                                 |

| San Antonio 27 aprile 1983 Gara 2                                                                     | San Antonio Spurs | 126 – 109 (36-31, 34-32, 28-26, 28-20) referto | Denver Nuggets | HemisFair Arena (10.690 spett.) |
| G. Gervin 30 Punti K. Vandeweghe 22 J. Moore 20 Assist M. Evans 9 A. Gilmore 12 Rimbalzi T. R. Dunn 8 |                   |                                                |                |                                 |
| |                   |                                                |                |                                 |
| G. Gervin 30                                                                                          | Punti             | K. Vandeweghe 22                               |                |                                 |
| J. Moore 20                                                                                           | Assist            | M. Evans 9                                     |                |                                 |
| A. Gilmore 12                                                                                         | Rimbalzi          | T. R. Dunn 8                                   |                |                                 |

| Denver 29 aprile 1983 Gara 3                                                                                          | Denver Nuggets | 126 – 127 (d.1t.s.) (35-33, 27-27, 32-30, 24-28) (8-9) referto | San Antonio Spurs | McNichols Sports Arena (16.965 spett.) |
| A. English 39 Punti J. Moore 39 A. English , R. Williams 7 Assist J. Moore 12 K. Vandeweghe 14 Rimbalzi A. Gilmore 14 |                |                                                                |                   |                                        |
| |                |                                                                |                   |                                        |
| A. English 39 | Punti          | J. Moore 39                                                    |                   |                                        |
| A. English, R. Williams 7                                                                                             | Assist         | J. Moore 12                                                    |                   |                                        |
| K. Vandeweghe 14 | Rimbalzi       | A. Gilmore 14                                                  |                   |                                        |

| Denver 2 maggio 1983 Gara 4                                                                                | Denver Nuggets | 124 – 114 (40-29, 32-21, 26-35, 26-29) referto | San Antonio Spurs | McNichols Sports Arena (15.035 spett.) |
| K. Vandeweghe 37 Punti J. Moore 27 A. English 11 Assist J. Moore 9 K. Vandeweghe 11 Rimbalzi A. Gilmore 11 |                |                                                |                   |                                        |
| |                |                                                |                   |                                        |
| K. Vandeweghe 37                                                                                           | Punti          | J. Moore 27                                    |                   |                                        |
| A. English 11                                                                                              | Assist         | J. Moore 9                                     |                   |                                        |
| K. Vandeweghe 11                                                                                           | Rimbalzi       | A. Gilmore 11                                  |                   |                                        |

| Arbitri: | Earl Strom Jess Kersey |

|               |          |                |
| G. Gervin 26  | Punti    | B. McKinney 20 |
| J. Moore 13   | Assist   | M. Evans 6     |
| A. Gilmore 15 | Rimbalzi | T. R. Dunn 8   |

PRECEDENTI IN REGULAR SEASON
| Regular Season 1982-83 | San Antonio Spurs | 4 – 2 | Denver Nuggets | Referto 1 - Referto 2 - Referto 3 - Referto 4, Referto 5 - Referto 6 |
| San Antonio Spurs 136 Denver Nuggets 129 Denver Nuggets 108 San Antonio Spurs 143 Denver Nuggets 129 San Antonio Spurs 136 Punti 126 Denver Nuggets 123 San Antonio Spurs 120 San Antonio Spurs 124 Denver Nuggets 118 San Antonio Spurs 129 Denver Nuggets |                   | |                |                                                                      |
| |                   | |                |                                                                      |
| San Antonio Spurs 136 Denver Nuggets 129 Denver Nuggets 108 San Antonio Spurs 143 Denver Nuggets 129 San Antonio Spurs 136 | Punti             | 126 Denver Nuggets 123 San Antonio Spurs 120 San Antonio Spurs 124 Denver Nuggets 118 San Antonio Spurs 129 Denver Nuggets |                |                                                                      |

PRECEDENTI NEI PLAYOFF

Si è trattato della prima sfida tra le due squadre ai playoff.

### Finale

#### (1) Los Angeles Lakers - (2) San Antonio Spurs
RISULTATO FINALE: 4-2
| Arbitri: | Jack Madden Hugh Evans |

|                                         |          |                |
| K. Abdul-Jabbar, N. Nixon 30            | Punti    | M. Mitchell 26 |
| M. Johnson 12                           | Assist   | J. Moore 18    |
| K. Abdul-Jabbar, J. Wilkes, K. Rambis 8 | Rimbalzi | G. Gervin 9    |

| Arbitri: | Jake O'Donnell Jess Kersey |

|                         |          |               |
| M. Johnson, N. Nixon 28 | Punti    | G. Gervin 32  |
| N. Nixon 11             | Assist   | J. Moore 15   |
| M. Johnson 12           | Rimbalzi | A. Gilmore 20 |

| San Antonio 13 maggio 1983 Gara 3                                                                      | San Antonio Spurs | 100 – 113 (29-28, 24-24, 19-34, 28-27) referto | L.A. Lakers | HemisFair Arena (15.782 spett.) |
| M. Mitchell 23 Punti J. Wilkes 26 J. Moore 9 Assist M. Johnson 13 A. Gilmore 14 Rimbalzi M. Johnson 11 |                   |                                                |             |                                 |
| |                   |                                                |             |                                 |
| M. Mitchell 23                                                                                         | Punti             | J. Wilkes 26                                   |             |                                 |
| J. Moore 9                                                                                             | Assist            | M. Johnson 13                                  |             |                                 |
| A. Gilmore 14                                                                                          | Rimbalzi          | M. Johnson 11                                  |             |                                 |

| Arbitri: | Earl Strom Ed Rush |

|                |          |               |
| M. Mitchell 35 | Punti    | M. Johnson 31 |
| J. Moore 17    | Assist   | M. Johnson 17 |
| M. Mitchell 11 | Rimbalzi | M. Johnson 8  |

| Arbitri: | Jake O'Donnell Jack Madden |

|                    |          |                |
| K. Abdul-Jabbar 30 | Punti    | M. Mitchell 26 |
| M. Johnson 19      | Assist   | J. Moore 17    |
| M. Johnson 11      | Rimbalzi | A. Gilmore 14  |

| San Antonio 20 maggio 1983 Gara 6                                                                           | San Antonio Spurs | 100 – 101 (26-29, 29-35, 26-22, 19-15) referto | L.A. Lakers | HemisFair Arena (15.782 spett.) |
| G. Gervin 25 Punti K. Abdul-Jabbar 28 J. Moore 14 Assist M. Johnson 16 A. Gilmore 18 Rimbalzi M. Johnson 15 |                   |                                                |             |                                 |
| |                   |                                                |             |                                 |
| G. Gervin 25                                                                                                | Punti             | K. Abdul-Jabbar 28                             |             |                                 |
| J. Moore 14                                                                                                 | Assist            | M. Johnson 16                                  |             |                                 |
| A. Gilmore 18                                                                                               | Rimbalzi          | M. Johnson 15                                  |             |                                 |

PRECEDENTI IN REGULAR SEASON
| Regular Season 1982-83 | L.A. Lakers | 1 – 4 | San Antonio Spurs | Referto 1 - Referto 2 - Referto 3 - Referto 4, Referto 5 |
| San Antonio Spurs 117 Los Angeles Lakers 119 Los Angeles Lakers 103 Los Angeles Lakers 120 San Antonio Spurs 114 Punti 114 Los Angeles Lakers 110 San Antonio Spurs 124 San Antonio Spurs 132 San Antonio Spurs 109 Los Angeles Lakers |             | |                   |                                                          |
| |             | |                   |                                                          |
| San Antonio Spurs 117 Los Angeles Lakers 119 Los Angeles Lakers 103 Los Angeles Lakers 120 San Antonio Spurs 114 | Punti       | 114 Los Angeles Lakers 110 San Antonio Spurs 124 San Antonio Spurs 132 San Antonio Spurs 109 Los Angeles Lakers |                   |                                                          |

PRECEDENTI NEI PLAYOFF
|  | L.A. Lakers (1982) | 1 – 0 | San Antonio Spurs |  |

## NBA Finals 1983

### Philadelphia 76ers - Los Angeles Lakers
RISULTATO FINALE
|  | Philadelphia 76ers | 4 – 0 | L.A. Lakers |  |

PRECEDENTI IN REGULAR SEASON
| Regular Season 1982-83                                                                                     | Philadelphia 76ers | 2 – 0                                         | L.A. Lakers | Referto 1 - Referto 2 |
| Los Angeles Lakers 104 (1 t.s.) Philadelphia 76ers 122 Punti 114 Philadelphia 76ers 120 Los Angeles Lakers |                    |                                               |             |                       |
| |                    |                                               |             |                       |
| Los Angeles Lakers 104 (1 t.s.) Philadelphia 76ers 122                                                     | Punti              | 114 Philadelphia 76ers 120 Los Angeles Lakers |             |                       |

PRECEDENTI NEI PLAYOFF
|  | Philadelphia 76ers | 0 – 4 | L.A. Lakers (1950, 1954, 1980, 1982) |  |

#### Roster
| \| Pos. \| Num. \| Naz. \| Nome \| Altezza \| Peso \| Data nascita \| Provenienza \| \| ---- \| ---- \| ---- \| ----------------- \| ------- \| ------ \| ------------ \| --------------------------------- \| \| A \| 7 \| \| Anderson, J.J. \| 203 cm \| 88 kg \| 25-09-1960 \| Bradley Braves \| \| G \| 10 \| \| Cheeks, Maurice \| 185 cm \| 82 kg \| 08-09-1956 \| West Texas A&M \| \| A/C \| 25 \| \| Cureton, Earl \| 206 cm \| 95 kg \| 03-09-1957 \| Detroit-Mercy \| \| G \| 14 \| \| Edwards, Franklin \| 185 cm \| 77 kg \| 02-02-1959 \| Cleveland State \| \| G/AP \| 6 \| \| Erving, Julius \| 201 cm \| 91 kg \| 22-02-1950 \| Massachusetts \| \| A \| 8 \| \| Iavaroni, Marc \| 203 cm \| 95 kg \| 15-09-1956 \| Virginia \| \| A/C \| 45 \| \| Johnson, Clemon \| 208 cm \| 109 kg \| 12-09-1956 \| Florida A&M \| \| A/C \| 33 \| \| Johnson, Reggie \| 206 cm \| 93 kg \| 25-06-1957 \| Tennessee \| \| A \| 24 \| \| Jones, Bobby \| 206 cm \| 95 kg \| 18-12-1951 \| North Carolina \| \| C \| 2 \| \| Malone, Moses \| 208 cm \| 98 kg \| 23-03-1955 \| Petersburg High School (Virginia) \| \| A/C \| 31 \| \| McNamara, Mark \| 211 cm \| 107 kg \| 08-06-1959 \| UC Berkeley \| \| G \| 4 \| \| Richardson, Clint \| 191 cm \| 88 kg \| 07-08-1956 \| Seattle \| \| A/C \| 3 \| \| Schoene, Russ \| 208 cm \| 95 kg \| 16-04-1960 \| Chattanooga \| \| G \| 22 \| \| Toney, Andrew \| 191 cm \| 81 kg \| 23-11-1957 \| Louisiana \| | Allenatore - Billy Cunningham Assistente/i - Matt Guokas (Vice) - Jack McMahon (Vice) - Al Domenico (Preparatore atletico) - John Kilbourne (Preparatore fisico) Legenda - (C) Capitano - (FA) Free agent - (S) Sospeso - (TW) Contratto Two-way - (GL) Assegnato a squadra G League affiliata - Infortunato Roster • Transazioni · Ultima transazione: 28 giugno 1983 |                        |                   |         |        |              |                                   |
| Pos. | Num. | Naz.                   | Nome              | Altezza | Peso   | Data nascita | Provenienza                       |
| A | 7 | Stati Uniti (bandiera) | Anderson, J.J.    | 203 cm  | 88 kg  | 25-09-1960   | Bradley Braves                    |
| G | 10 | Stati Uniti (bandiera) | Cheeks, Maurice   | 185 cm  | 82 kg  | 08-09-1956   | West Texas A&M                    |
| A/C | 25 | Stati Uniti (bandiera) | Cureton, Earl     | 206 cm  | 95 kg  | 03-09-1957   | Detroit-Mercy                     |
| G | 14 | Stati Uniti (bandiera) | Edwards, Franklin | 185 cm  | 77 kg  | 02-02-1959   | Cleveland State                   |
| G/AP | 6 | Stati Uniti (bandiera) | Erving, Julius    | 201 cm  | 91 kg  | 22-02-1950   | Massachusetts                     |
| A | 8 | Stati Uniti (bandiera) | Iavaroni, Marc    | 203 cm  | 95 kg  | 15-09-1956   | Virginia                          |
| A/C | 45 | Stati Uniti (bandiera) | Johnson, Clemon   | 208 cm  | 109 kg | 12-09-1956   | Florida A&M                       |
| A/C | 33 | Stati Uniti (bandiera) | Johnson, Reggie   | 206 cm  | 93 kg  | 25-06-1957   | Tennessee                         |
| A | 24 | Stati Uniti (bandiera) | Jones, Bobby      | 206 cm  | 95 kg  | 18-12-1951   | North Carolina                    |
| C | 2 | Stati Uniti (bandiera) | Malone, Moses     | 208 cm  | 98 kg  | 23-03-1955   | Petersburg High School (Virginia) |
| A/C | 31 | Stati Uniti (bandiera) | McNamara, Mark    | 211 cm  | 107 kg | 08-06-1959   | UC Berkeley                       |
| G | 4 | Stati Uniti (bandiera) | Richardson, Clint | 191 cm  | 88 kg  | 07-08-1956   | Seattle                           |
| A/C | 3 | Stati Uniti (bandiera) | Schoene, Russ     | 208 cm  | 95 kg  | 16-04-1960   | Chattanooga                       |
| G | 22 | Stati Uniti (bandiera) | Toney, Andrew     | 191 cm  | 81 kg  | 23-11-1957   | Louisiana                         |

| \| Pos. \| Num. \| Naz. \| Nome \| Altezza \| Peso \| Data nascita \| Provenienza \| \| ---- \| ---- \| ---- \| -------------------- \| ------- \| ------ \| ------------ \| ------------------ \| \| C \| 33 \| \| Abdul-Jabbar, Kareem \| 218 cm \| 102 kg \| 16-04-1947 \| UCLA \| \| G/AP \| 21 \| \| Cooper, Michael \| 196 cm \| 77 kg \| 15-04-1956 \| New Mexico \| \| A/C \| 35 \| \| Cooper, Joe \| 208 cm \| 104 kg \| 01-09-1957 \| Colorado Buffaloes \| \| G \| 34 \| \| Johnson, Clay \| 193 cm \| 79 kg \| 18-07-1956 \| Missouri \| \| G/AP \| 32 \| \| Johnson, Magic \| 206 cm \| 98 kg \| 14-08-1959 \| Michigan State \| \| A/C \| 13 \| \| Jones, Dwight \| 208 cm \| 95 kg \| 27-02-1952 \| Houston \| \| A \| 15 \| \| Jordan, Eddie \| 185 cm \| 77 kg \| 29-01-1955 \| Rutgers \| \| A/C \| 41 \| \| Kupchak, Mitch \| 206 cm \| 104 kg \| 24-05-1954 \| North Carolina \| \| A/C \| 54 \| \| Landsberger, Mark \| 203 cm \| 98 kg \| 21-05-1955 \| Arizona State \| \| A/C \| 11 \| \| McAdoo, Bob \| 206 cm \| 95 kg \| 25-09-1951 \| North Carolina \| \| G/AP \| 40 \| \| McGee, Mike \| 196 cm \| 86 kg \| 29-07-1959 \| Michigan \| \| A \| 50 \| \| Mix, Steve \| 201 cm \| 98 kg \| 30-12-1947 \| Toledo \| \| G \| 10 \| \| Nixon, Norm \| 188 cm \| 77 kg \| 11-10-1955 \| Duquesne \| \| A \| 31 \| \| Rambis, Kurt \| 203 cm \| 97 kg \| 25-02-1958 \| Santa Clara \| \| G \| 35 \| \| Ray Bates, Billy \| 193 cm \| 95 kg \| 31-05-1956 \| Kennesaw State \| \| G/AP \| 52 \| \| Wilkes, Jamaal \| 198 cm \| 86 kg \| 02-05-1953 \| UCLA \| \| A/C \| 42 \| \| Worthy, James \| 206 cm \| 102 kg \| 27-02-1961 \| North Carolina \| | Allenatore - Pat Riley Assistente/i - Bill Bertka (Vice) - Dave Wohl (Vice) - Jack Curran (Preparatore atletico) Legenda - (C) Capitano - (FA) Free agent - (S) Sospeso - (TW) Contratto Two-way - (GL) Assegnato a squadra G League affiliata - Infortunato Roster • Transazioni · Ultima transazione: 28 giugno 1983 |                        |                      |         |        |              |                    |
| Pos. | Num. | Naz.                   | Nome                 | Altezza | Peso   | Data nascita | Provenienza        |
| C | 33 | Stati Uniti (bandiera) | Abdul-Jabbar, Kareem | 218 cm  | 102 kg | 16-04-1947   | UCLA               |
| G/AP | 21 | Stati Uniti (bandiera) | Cooper, Michael      | 196 cm  | 77 kg  | 15-04-1956   | New Mexico         |
| A/C | 35 | Stati Uniti (bandiera) | Cooper, Joe          | 208 cm  | 104 kg | 01-09-1957   | Colorado Buffaloes |
| G | 34 | Stati Uniti (bandiera) | Johnson, Clay        | 193 cm  | 79 kg  | 18-07-1956   | Missouri           |
| G/AP | 32 | Stati Uniti (bandiera) | Johnson, Magic       | 206 cm  | 98 kg  | 14-08-1959   | Michigan State     |
| A/C | 13 | Stati Uniti (bandiera) | Jones, Dwight        | 208 cm  | 95 kg  | 27-02-1952   | Houston            |
| A | 15 | Stati Uniti (bandiera) | Jordan, Eddie        | 185 cm  | 77 kg  | 29-01-1955   | Rutgers            |
| A/C | 41 | Stati Uniti (bandiera) | Kupchak, Mitch       | 206 cm  | 104 kg | 24-05-1954   | North Carolina     |
| A/C | 54 | Stati Uniti (bandiera) | Landsberger, Mark    | 203 cm  | 98 kg  | 21-05-1955   | Arizona State      |
| A/C | 11 | Stati Uniti (bandiera) | McAdoo, Bob          | 206 cm  | 95 kg  | 25-09-1951   | North Carolina     |
| G/AP | 40 | Stati Uniti (bandiera) | McGee, Mike          | 196 cm  | 86 kg  | 29-07-1959   | Michigan           |
| A | 50 | Stati Uniti (bandiera) | Mix, Steve           | 201 cm  | 98 kg  | 30-12-1947   | Toledo             |
| G | 10 | Stati Uniti (bandiera) | Nixon, Norm          | 188 cm  | 77 kg  | 11-10-1955   | Duquesne           |
| A | 31 | Stati Uniti (bandiera) | Rambis, Kurt         | 203 cm  | 97 kg  | 25-02-1958   | Santa Clara        |
| G | 35 | Stati Uniti (bandiera) | Ray Bates, Billy     | 193 cm  | 95 kg  | 31-05-1956   | Kennesaw State     |
| G/AP | 52 | Stati Uniti (bandiera) | Wilkes, Jamaal       | 198 cm  | 86 kg  | 02-05-1953   | UCLA               |
| A/C | 42 | Stati Uniti (bandiera) | Worthy, James        | 206 cm  | 102 kg | 27-02-1961   | North Carolina     |

#### Risultati
| Arbitri: | Jack Madden Ed T. Rush |

|                                                                                        |            |                                                                                         |
| M. Malone 27                                                                           | Punti      | N. Nixon 26                                                                             |
| J. Erving 9                                                                            | Assist     | M. Johnson 11                                                                           |
| M. Malone 18                                                                           | Rimbalzi   | M. Landsberger 10                                                                       |
| Cheeks, Erving, Iavaroni, Malone, Toney (Edwards, Johnson, Johnson, Jones, Richardson) | Formazioni | Abdul-Jabbar, Johnson, Nixon, Rambis, Wilkes (Cooper, Johnson, Jones, Landsberger, Mix) |

| Arbitri: | Darell Garretson John Vanak Earl Strom |

|                                                                               |            |                                                                                            |
| M. Malone 24                                                                  | Punti      | K. Abdul-Jabbar 23                                                                         |
| M. Cheeks 8                                                                   | Assist     | M. Johnson 13                                                                              |
| M. Malone 12                                                                  | Rimbalzi   | M. Johnson 8                                                                               |
| Cheeks, Erving, Iavaroni, Malone, Toney (Cureton, Edwards, Jones, Richardson) | Formazioni | Abdul-Jabbar, Johnson, Nixon, Rambis, Wilkes (Cooper, Johnson, Landsberger, McAdoo, McGee) |

| Arbitri: | Jess Kersey Jake O'Donnell |

|                                                                                            |            |                                                                                                  |
| K. Abdul-Jabbar 23                                                                         | Punti      | M. Malone 28                                                                                     |
| M. Johnson 13                                                                              | Assist     | M. Malone 6                                                                                      |
| K. Abdul-Jabbar 15                                                                         | Rimbalzi   | M. Malone 19                                                                                     |
| Abdul-Jabbar, Johnson, Nixon, Rambis, Wilkes (Cooper, Johnson, Landsberger, McAdoo, McGee) | Formazioni | Cheeks, Erving, Iavaroni, Malone, Toney (Cureton, Edwards, Johnson, Jones, McNamara, Richardson) |

| Arbitri: | Hugh Evans Earl Strom Jess Kersey |

|                                                                          |            |                                                                      |
| K. Abdul-Jabbar 28                                                       | Punti      | M. Malone 24                                                         |
| M. Johnson 15                                                            | Assist     | A. Toney 9                                                           |
| M. Johnson, K. Abdul-Jabbar, M. Landsberger, M. McGee 7                  | Rimbalzi   | M. Malone 23                                                         |
| Abdul-Jabbar, Johnson, Nixon, Rambis, Wilkes (Jones, Landsberger, McGee) | Formazioni | Cheeks, Erving, Iavaroni, Malone, Toney (Johnson, Jones, Richardson) |

| Campione NBA 1983            |
| ---------------------------- |
| Philadelphia 76ers 3º titolo |

#### Hall of famer
| NBA Finals | Atleta              | Squadra            | Anno |            |
| ---------- | ------------------- | ------------------ | ---- | ---------- |
| Giocatore  | Maurice Cheeks      | Philadelphia 76ers | 2018 | Giocatore  |
| Giocatore  | Julius Erving       | Philadelphia 76ers | 1993 | Giocatore  |
| Giocatore  | Bobby Jones         | Philadelphia 76ers | 2019 | Giocatore  |
| Giocatore  | Moses Malone        | Philadelphia 76ers | 2001 | Giocatore  |
| Allenatore | Billy Cunningham    | Philadelphia 76ers | 1986 | Giocatore  |
| Giocatore  | Kareem Abdul-Jabbar | L.A. Lakers        | 1995 | Giocatore  |
| Giocatore  | Michael Cooper      | L.A. Lakers        | 2024 | Giocatore  |
| Giocatore  | Magic Johnson       | L.A. Lakers        | 2002 | Giocatore  |
| Giocatore  | Bob McAdoo          | L.A. Lakers        | 2000 | Giocatore  |
| Giocatore  | Jamaal Wilkes       | L.A. Lakers        | 2012 | Giocatore  |
| Giocatore  | James Worthy        | L.A. Lakers        | 2003 | Giocatore  |
| Allenatore | Pat Riley           | L.A. Lakers        | 2008 | Allenatore |

#### MVP delle Finali
- #2 Moses Malone, Philadelphia 76ers.

## Squadra vincitrice

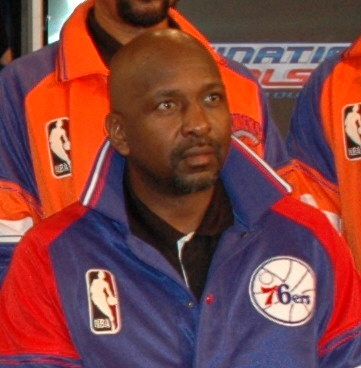
1. 2 Moses Malone, Philadelphia 76ers.

| N° | Naz.                   | Ruolo | Sportivo         |  | Alt. |  |
| -- | ---------------------- | ----- | ---------------- |  | ---- |  |
| 2  | Stati Uniti (bandiera) | C     | Moses Malone     |  | 208  |  |
| 4  | Stati Uniti (bandiera) | G     | Clint Richardson |  | 191  |  |
| 6  | Stati Uniti (bandiera) | AP    | Julius Erving    |  | 201  |  |
| 8  | Stati Uniti (bandiera) | AG    | Marc Iavaroni    |  | 203  |  |
| 10 | Stati Uniti (bandiera) | P     | Maurice Cheeks   |  | 185  |  |
| 14 | Stati Uniti (bandiera) | P     | Franklin Edwards |  | 185  |  |
| 22 | Stati Uniti (bandiera) | G     | Andrew Toney     |  | 191  |  |
| 24 | Stati Uniti (bandiera) | AP    | Bobby Jones      |  | 206  |  |
| 25 | Stati Uniti (bandiera) | AG    | Earl Cureton     |  | 206  |  |
| 31 | Stati Uniti (bandiera) | C     | Mark McNamara    |  | 211  |  |
| 33 | Stati Uniti (bandiera) | AG    | Reggie Johnson   |  | 210  |  |
| 45 | Stati Uniti (bandiera) | C     | Clemon Johnson   |  | 208  |  |
|    | Stati Uniti (bandiera) | All.  | Billy Cunningham |  |      |  |

## Statistiche
Aggiornate al 13 settembre 2021.
| Categoria | Singola prestazione        | Singola prestazione              | Singola prestazione | Media               | Media              | Media | Media |
| Categoria | Giocatore                  | Squadra                          | Max                 | Giocatore           | Squadra            | Media | PG    |
| --------- | -------------------------- | -------------------------------- | ------------------- | ------------------- | ------------------ | ----- | ----- |
| Punti     | George Gervin Alex English | San Antonio Spurs Denver Nuggets | 42                  | Kareem Abdul-Jabbar | L.A. Lakers        | 27,1  | 15    |
| Rimbalzi  | Moses Malone               | Philadelphia 76ers               | 23                  | Moses Malone        | Philadelphia 76ers | 15,8  | 13    |
| Assist    | Johnny Moore               | San Antonio Spurs                | 20                  | Johnny Moore        | San Antonio Spurs  | 14,6  | 11    |